# Alvaro Efrén Rincón Rojas
Alvaro Efrén Rincón Rojas CSsR (* 14. April 1933 in El Calvario) ist ein kolumbianischer römisch-katholischer Ordensgeistlicher und emeritierter Apostolischer Vikar von Puerto Carreño.

## Leben
Alvaro Efrén Rincón Rojas trat der Ordensgemeinschaft der Redemptoristen bei und empfing am 25. April 1962 die Priesterweihe.
Papst Johannes Paul II. ernannte ihn am 22. Dezember 1999 zum ersten Apostolischen Vikar des mit gleichem Datum errichteten Apostolischen Vikariats Puerto Carreño und zum Titularbischof von Bettonium. Der Apostolische Nuntius in Kolumbien, Erzbischof Beniamino Stella, spendete ihm am 24. März des nächsten Jahres die Bischofsweihe; Mitkonsekratoren waren Fabio de Jesús Morales Grisales CSsR, Bischof von Mocoa-Sibundoy, und Rodrigo Arango Velásquez PSS, Bischof von Buga.
Am 10. Juni 2010 nahm Papst Benedikt XVI. seinen altersbedingten Rücktritt an.